# Anges FC
Der Anges Football Club ist ein togoischer Fußballverein aus Notsé. Aktuell, Stand Oktober 2024, spielt der Verein in der zweiten Liga.

## Geschichte
Dem Verein gelang erst zur Saison 2012 der Aufstieg in die höchste Liga des Landes. Bereits 2013 gewann er völlig überraschend den nationalen Meistertitel. Damit qualifizierte er sich erstmals für die CAF Champions League, wo er nur knapp an dem nigerianischen Verein FC Enyimba scheiterte.

## Erfolge
- Togoischer Meister: 2013

## Stadion
Der Verein trägt seine Heimspiele im Stade Municipal Notsé in Notsé aus. Das Stadion hat ein Fassungsvermögen von 3000 Personen.

## Statistik in den CAF-Wettbewerben
| Wettbewerb                | Runde         | Gegner     | Hinspiel | Rückspiel |  |
| ------------------------- | ------------- | ---------- | -------- | --------- |  |
|                           |               |            |          |           |  |
| CAF Champions League 2014 | Qualifikation | FC Enyimba | 1:3 (A)  | 2:1 (H)   |  |